# Pădurile din Sudul Piemontului Cândești
Pădurile din Sudul Piemontului Cândești este o arie protejată (arie specială de conservare — SAC, sit de importanță comunitară — SCI) din România, desemnată în scopul protejării biodiversității și menținerii într-o stare de conservare favorabilă a florei spontane și faunei sălbatice, precum și a habitatelor naturale de interes comunitar aflate în arealul zonei de protecție. Aceasta se întinde pe o suprafață de 4.317,1 ha, integral pe uscat.

## Localizare
Centrul sitului Pădurile din Sudul Piemontului Cândești este situat la coordonatele 44°55′08″N 25°14′58″E / 44.918905°N 25.249381°E. Acesta se întinde pe teritoriile administrative ale comunelor: Lucieni, Ludești, Gura Foii, Mănești, Crângurile, Cobia, Hulubești, Raciu și Tătărani din județul Dâmbovița.

## Înființare
Situl Pădurile din Sudul Piemontului Cândești a fost declarat sit de importanță comunitară (ROCIC0344) în septembrie 2011 pentru a proteja 5 specii de animale. Situl a fost protejat și ca arie specială de conservare (ROSAC0344) în mai 2022.

## Biodiversitate
Situată în ecoregiunea continentală, aria protejată conține 7 habitate naturale: Fânețe de joasă altitudine (Alopecurus pratensis, Sanguisorba officinalis), Păduri de fag Asperulo-Fagetum, Păduri de stejar și carpen Galio-Carpinetum, Păduri aluvionare cu Alnus glutinosa și Fraxinus excelsior (Alno-Padion, Alnion incanae, Salicion albae), Păduri panonice-balcanice de stejar turcesc - stejar sesil, Păduri de stejar și de carpen dacice, Liziere de ierburi înalte hidrofile de câmpie și de nivel montan până la alpin.
La baza desemnării sitului se află mai multe specii protejate:
- amfibieni (1): izvoraș-cu-burta-galbenă (Bombina variegata)
- nevertebrate (3): croitorul mare al stejarului (Cerambyx cerdo), rădașcă (Lucanus cervus), Morimus asper funereus
- reptile (1): țestoasa de baltă (Emys orbicularis)

Pe lângă speciile protejate, pe teritoriul sitului au mai fost identificate 2 specii de amfibieni: broasca râioasă brună (Bufo bufo) și salamandra de uscat (Salamandra salamandra); un mamifer: bursucul (Meles meles) și o reptilă din specia șarpe de alun (Coronella austriaca).